# Loxocera brevipila
Loxocera brevipila är en tvåvingeart som beskrevs av Verbeke 1952. Loxocera brevipila ingår i släktet Loxocera och familjen rotflugor. Inga underarter finns listade i Catalogue of Life.